# Joseph Hilarius Eckhel
Pour l’article ayant un titre homophone, voir Joseph Heckel.

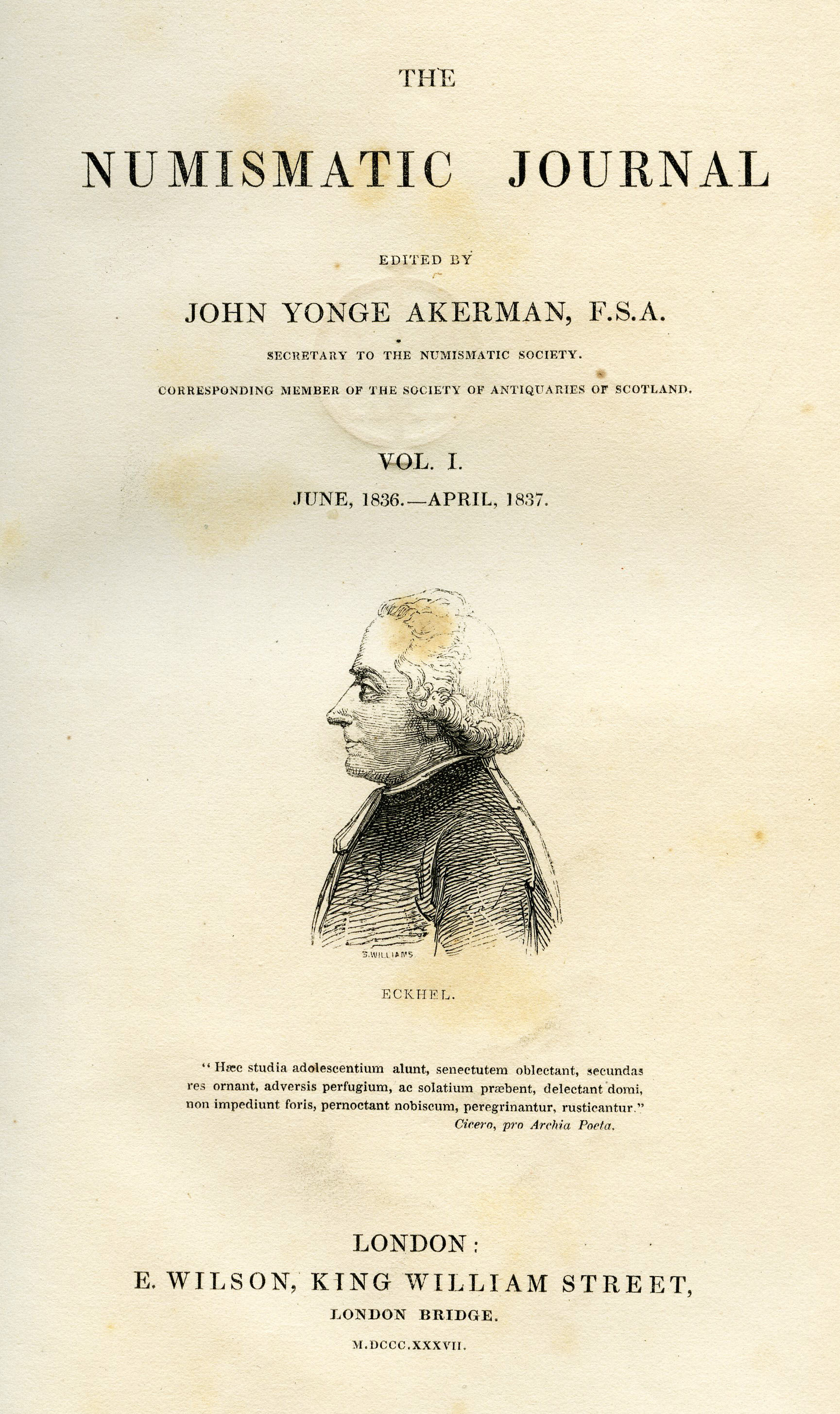
Eckhel gravé par Samuel Williams sur le premier titre de The Numismatic Journal, 1837

Joseph Hilarius Eckhel, né le 13 janvier 1737 à Enzesfeld (Basse-Autriche) et décédé le 16 mai 1798 à Vienne (Autriche) est un prêtre jésuite autrichien, numismate de renom. Il est considéré comme le fondateur de la science numismatique.

## Formation et études
Entré au noviciat des jésuites à l’âge de 14 ans (en 1751) il poursuit ensuite des études d’humanités classiques et de philosophie, (1754-1756). Il fait une année de mathématiques à Graz également. Il enseigne à Steyr et au collège des Nobles de Vienne (1760-1761). À la fin de ses études de théologie, à Vienne, il est ordonné prêtre en 1764. Sa formation se conclut avec une année de formation spirituelle appelée le ‘troisième an', à Judenburg.

## Numismatique

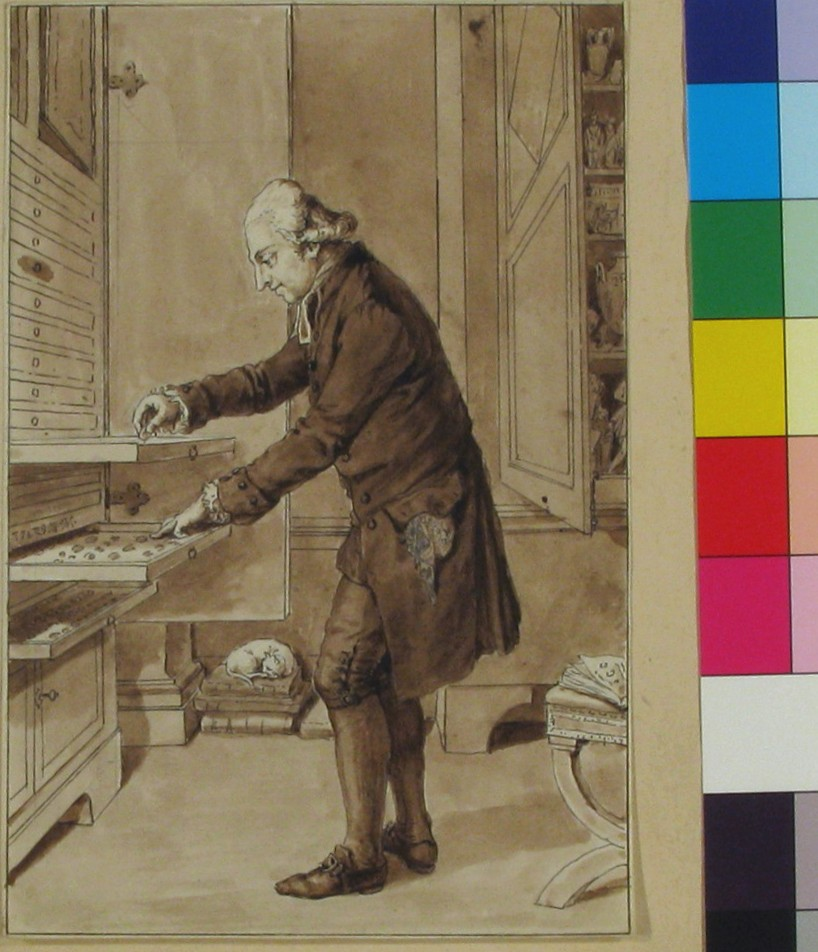
Portrait par Sergent-Marceau

Nommé professeur de la classe terminale au collège de Vienne, il est également chargé, à partir de 1771, du musée de monnaies que possède le collège. C’est dans ce petit musée que naît sa vocation de numismate.
En août 1772 il fait un voyage scientifique en Italie. À Florence sa compétence est reconnue et il est chargé de classer la riche collection de pièces de monnaie rassemblée par le cardinal Léopold de Médicis un siècle auparavant. Il y met au point une classification nouvelle. Les pièces ne sont plus arrangées par type de métal et dimension mais d’un point de vue historique et géographique.
Lorsque la Compagnie de Jésus est supprimée, en 1773, Echkel se fait incardiner dans le diocèse de Vienne. Il est encore plus libre de continuer ses activités et recherches dans une branche dont il est devenu le maître incontesté.
En 1774 l’impératrice Marie-Thérèse le nomme directeur du cabinet des médailles du musée impérial et professeur des antiquités et des sciences auxiliaires historiques à l'Université de Vienne. Il restera 24 ans à ce poste. Sa première publication date de 1775 : Numi veteres anecdoti ex Museis.
Avec deux autres anciens jésuites, Erasmus Fröhlich et Josef Khell von Khellburg, il organise un catalogage complet de la riche collection impériale et en publie un catalogue critiquement commenté en deux volumes : Catalogus musei caesarei Vindobonensis numorum veterum (1792).
Vers la fin de sa vie il rassemble ses connaissances en un traité complet de numismatique en 8 volumes : Doctrina numorum veterum (1792-1798).  Cette œuvre magistrale couvre tous les aspects de la science numismatique qu’il réorganise radicalement. Les monnaies y sont présentées dans l'ordre des villes qui les ont fait frapper. Les matériaux utilisés sont analysés et les gravures et légendes des monnaies sont décrites avec fidélité et précision. Les faux et supercheries des contrefacteurs, anciens et contemporains, sont dénoncés.
Joseph Eckhel meurt à Vienne le 16 mai 1798.

## Œuvres
- Numi veteres anecdoti ex Museis, Vienne, 1775
- Catalogus Musei Caesarei Vindobonensis numorum veterum, 2 vol, Vienne 1779.
- Sylloge I. numorum veterum anecdotorum Thesauri Caesarei cum commentariis, Vienne, 1786.
- Descriptio numorum Antiochiae Syriae, Vienne, 1786.
- Doctrina numorum veterum, 8 vol., Vienne, 1792-1798.